# Entyloma serotinum
Entyloma serotinum är en svampart som beskrevs av J. Schröt. 1876. Entyloma serotinum ingår i släktet Entyloma och familjen Entylomataceae.   Inga underarter finns listade i Catalogue of Life.